# Syzygium tenellum
Syzygium tenellum là một loài thực vật có hoa trong Họ Đào kim nương. Loài này được Blume ex Miq. miêu tả khoa học đầu tiên năm 1850.